# 復興副大臣
復興副大臣（ふっこうふくだいじん、英語: State Minister for Reconstruction）は、復興庁を担当する副大臣。他府省の副大臣に復興副大臣を兼任させることができる（復興庁設置法9条2項）。

## 歴代の副大臣
| 復興副大臣    | 復興副大臣    | 復興副大臣     | 復興副大臣       | 復興副大臣                   | 復興副大臣                  | 復興副大臣                    |
| 内閣          | 内閣          | 氏名           | 氏名             | 氏名                         | 氏名                        | 期間                          |
| ------------- | ------------- | -------------- | ---------------- | ---------------------------- | --------------------------- | ----------------------------- |
| 野田内閣      | 第1次改造内閣 | 末松義規（内） | 中塚一宏（内）   | 松下忠洋（内）               |                             | 2012年2月10日-2012年6月4日    |
|               | 第2次改造内閣 | 末松義規（内） | 中塚一宏（内）   | 吉田泉（内）                 |                             | 2012年6月4日-2012年10月1日    |
|               | 第3次改造内閣 | 黄川田徹       | 今野東（内）     | 前川清成（内）               |                             | 2012年10月1日-2012年12月25日  |
| 第2次安倍内閣 | 第2次安倍内閣 | 谷公一         | 浜田昌良         | 寺田稔（内）                 | 秋葉賢也（厚）              | 2012年12月26日-2013年9月30日  |
| 第2次安倍内閣 | 第2次安倍内閣 | 谷公一         | 浜田昌良         | 岡田広（内）                 | 愛知治郎（財）              | 2013年9月30日-2014年9月3日    |
|               | 改造内閣      | 長島忠美       | 浜田昌良         | 西村明宏（内・国）           |                             | 2014年9月3日-2014年12月24日   |
| 第3次安倍内閣 | 第3次安倍内閣 | 長島忠美       | 浜田昌良         | 西村明宏（内・国）           |                             | 2014年12月24日-2015年10月9日  |
|               | 第1次改造内閣 | 長島忠美       | 若松謙維         | 山本順三（内・国）           |                             | 2015年10月9日-2016年8月5日    |
|               | 第2次改造内閣 | 橘慶一郎       | 長沢広明         | 末松信介（内・国）           |                             | 2016年8月5日-2017年8月7日     |
|               | 第3次改造内閣 | 土井亨         | 長沢広明         | 秋元司（内・国）             |                             | 2017年8月7日-2017年9月7日     |
|               | 第3次改造内閣 | 土井亨         | 浜田昌良         | 秋元司（内・国）             |                             | 2017年9月7日-2017年11月2日    |
| 第4次安倍内閣 | 第4次安倍内閣 | 土井亨         | 浜田昌良         | 秋元司（内・国）             |                             | 2017年11月2日 - 2018年10月2日 |
|               | 第1次改造内閣 | 橘慶一郎       | 浜田昌良         | 塚田一郎（内・国）           |                             | 2018年10月4日 -2019年4月5日   |
|               | 第1次改造内閣 | 橘慶一郎       | 浜田昌良         | 牧野京夫（内・国）           |                             | 2019年4月5日 -2019年9月13日   |
|               | 第2次改造内閣 | 菅家一郎       | 横山信一         | 御法川信英（内・国）         |                             | 2019年9月13日 -2020年9月18日  |
| 菅義偉内閣    | 菅義偉内閣    | 亀岡偉民       | 横山信一         | 岩井茂樹（内・国）           |                             | 2020年9月18日-2021年4月30日   |
| 菅義偉内閣    | 菅義偉内閣    | 亀岡偉民       | 横山信一         | 渡辺猛之（内・国）           |                             | 2021年4月30日-2021年10月6日   |
| 第1次岸田内閣 | 第1次岸田内閣 | 冨樫博之       | 横山信一         | 渡辺猛之（内・国）           |                             | 2021年10月6日-2021年11月11日  |
| 第2次岸田内閣 | 第2次岸田内閣 | 冨樫博之       | 新妻秀規         | 渡辺猛之（内・国）           |                             | 2021年11月11日-2022年8月12日  |
|               | 第1次改造内閣 | 小島敏文       | 竹谷とし子       | 石井浩郎（内・国）           |                             | 2022年8月12日-2023年9月15日   |
| 第2次改造内閣 | 高木宏壽      | 平木大作       | 堂故茂（内・国） |                              | 2023年9月15日-2024年10月3日 |                               |
| 第1次石破内閣 | 第1次石破内閣 | 輿水恵一       | 堂故茂（内・国） | 2024年10月3日-2024年11月13日 |                             |                               |
| 第2次石破内閣 | 第2次石破内閣 | 輿水恵一       | 鈴木憲和         | 高橋克法                     |                             | 2024年11月13日-               |

- （内）は内閣府副大臣、（財）は財務副大臣、（厚）は厚生労働副大臣、（国）は国土交通副大臣をそれぞれ兼任。